# 해동초등학교 (전남)
해동초등학교는 대한민국 전라남도 완도군 약산면 해동리 402에 있었던 초등학교이다.

## 연혁
- 194?년 ??월 ??일 약산공립국민학교 해동분교 설립 인가
- 1946년 ??월 ??일 해동분교장 개교
- 194?년 ??월 ??일 해동국민학교 승격 인가
- 1950년 11월 1일 해동국민학교 승격 분리
- 일자미상 해동국민학교 어두분교 설립 인가
- 1965년 11월 18일 어두분교장 개교
- 1967년 4월 1일 해동국민학교(어두분교 포함) 도서벽지학교 '을'급 지정
- 1986년 1월 1일 해동국민학교(어두분교 포함) 도서벽지학교 '다'급 조정
- 1996년 3월 1일 해동초등학교 개편
- 1999년 3월 1일 어두분교장 폐교 및 본교 통폐합
- 2003년 3월 1일 폐교 및 약산초등학교 통폐합